# Схемотехніка

Каскодний підсилювач на біполярних транзисторах

Схемоте́хніка — науково-технічний напрям, що охоплює питання проєктування і дослідження схем електронних пристроїв радіотехніки і зв'язку, обчислювальної техніки, автоматики і інших галузей техніки. Основне завдання схемотехніки — синтез (визначення структури) електронних схем, що забезпечують виконання певних призначень, і розрахунок показників елементів, які входять до них. Термін «схемотехніка» виник в 60-х рр.. 20 ст. через потребу розроблення уніфікованих схем, придатних одночасно для багатьох застосувань.

## Предмет схемотехніки
Предметом схемотехніки, є розроблення проектних рішень, які відносно простими засобами та з урахуванням наявних вад радіоелементів, дозволяють досягти необхідних технічних параметрів електронних схем.
На основі електронної схеми, створюють відповідний пристрій (входить до складу деякої технічної системи). До пристрою надається вимога надійної роботи протягом заданого часу в реальних умовах виробничого розбігу параметрів елементів і їхнього старіння, впливу зовнішнього середовища і збурювальних впливів. Тож під час розроблення схем, поряд з розрахунком номінальних значень показників елементів, необхідно розраховувати експлуатаційні допуски на них, передбачати в схемі засоби, що підвищують надійність пристрою (забезпечують стійку роботу схеми у разі зовнішніх впливів), а також дозволяють підтримувати його справність.
Елементною базою для створення електронних пристроїв, є дискретні електро- і радіоелементи (резистори, конденсатори, діоди, транзистори тощо  ) і інтегральні мікросхеми (ІС). Якщо електронна схема впроваджується у вигляді ІС або декількох ІС, то говорять про «мікросхемотехніку», під якою розуміють галузь мікроелектроніки, пов'язану з проєктуванням ІС. Крім синтезу і розрахунку електронних схем, мікросхемотехніка вирішує завдання розроблення на основі електронних схем структури (топології) ІС. Основні віхи розроблення:
- розрахунок геометричних розмірів елементів ІС;
- найбільш придатне розміщення елементів на поверхні або в об'ємі підкладки ІС;
- віднайдення найкращих з'єднань елементів (можливі ознаки оптимальності — забезпечення найменших довжин провідників, або числа їхніх перетинів чи взаємного впливу, тощо).

Оскільки створення нової ІС — складне питання, то її вирішують спільно фахівці з мікросхемотехніки, фізики, технологи, конструктори, використовуючи комплексні дослідно-теоретичні методи, зокрема моделювання на ЕОМ як самої схеми, так і умов її роботи.
Теоретичною основою схемотехніки (зокрема й мікросхемотехніки), є теорія лінійних і нелінійних електричних кіл, електродинаміка, математичне програмування, теорія автоматів і інше. Для створення електронних схем, перспективне використання методів проектування з застосуванням ЕОМ (див. в ст. Проєктування). В міру розвитку мікроелектроніки, розроблення великих ІС (ВІС) — функціональних пристроїв, що являють собою цілі системи, С. по ряду аспектів зливається з системотехнікою.

## Суміжні дисципліни

### Електроніка
В межах електроніки вивчаються фізичні основи роботи електронних пристроїв. Розглядається досить «низький» фізичний рівень, тобто взаємодія електронів з електромагнітними полями. Схемотехніка перебуває на більш високому рівні абстракції, ніж електроніка: в межах електроніки розробляються окремі «деталі» (транзистори, діоди, електронні лампи та інше), а в межах схемотехніки, ці складники використовуються. Разом з тим, для схемотехніки зовсім не важливо, як влаштовані електронні складові і які фізичні принципи, покладені в основу їхньої роботи. Схемотехніка зазвичай, розглядає всі електронні компоненти як чорні ящики (подібно до того, як ми успішно користуємося мобільними телефонами, не замислюючись про їхній внутрішній устрій). З цієї причини для вивчення схемотехніки не потрібні глибокі пізнання з загальної фізики: спершу достатньо шкільного курсу.

### Теоріяелектричних кіл
Вивчення процесів в електричних колах, здійснює окрема дисципліна — теорія електричних кіл, розділ теоретичної електротехніки, в якому розглядаються математичні методи обчислення електричних величин в електричних колах.
Теорія електричних кіл оперує не справжніми електронними компонентами (вони дуже складні для точного математичного опису), а їхніми простими моделями, що розглядаються як зразкові. Можна навіть вважати, що теорія електричних кіл, взагалі не цікавиться справжніми електронними складниками (транзисторами, діодами тощо), а обмежується вивченням моделей, що лише ідеалізуються. Щоб застосувати методи теорії електричних кіл до реальних пристроїв, їх треба представити у вигляді еквівалентних схем, що містять лише моделі, котрі визначають як взірцеві.
Теорія електричних кіл дає для схемотехніки методи для вивчення процесів в електричних колах. В деякому розумінні, завдання цих двох дисциплін перекриваються (обидві мають справу з процесами в електричних колах). Відмінність полягає в тому, що теорія електричних кіл надає методи роботи з абстрактними моделями, що ідеалізуються, а схемотехніка застосовує ці методи для побудови реальних пристроїв.